# Акгюль, Сезер
Сезер Акгюль (тур. Sezer Akgül, р.27 апреля 1988) — турецкий борец вольного стиля, чемпион Средиземноморских игр, призёр чемпионатов мира, Европы и Европейских игр.

## Биография
Родился в 1988 году в Амасье. В 2004 году участвовал в играх "Дети Азии". В 2007 году стал бронзовым призёром чемпионата Европы. В 2008 году завоевал бронзовую медаль чемпионата Европы, но на Олимпийских играх в Пекине стал лишь 11-м. В 2009 году стал серебряным призёром чемпионата мира и чемпионом Средиземноморских игр. В 2013 году завоевал бронзовые медали чемпионатов мира и Европы. В 2015 году стал обладателем бронзовой медали Европейских игр.